# Mercado Central de Santiago
El Mercado Central de Santiago o simplemente Mercado Central es un mercado destinado a la venta de alimentos, principalmente pescados y mariscos, ubicado en la capital chilena. Se encuentra en la comuna de Santiago, considerada el centro histórico de la ciudad, entre las calles Ismael Valdés Vergara, 21 de Mayo, San Pablo y Puente. El edificio se comenzó a construir en 1869 y fue inaugurado el 23 de agosto de 1872, hace 152 años.
Fue declarado Monumento Histórico el 15 de junio de 1984 e integra el circuito «Santiago patrimonial» de la «Ruta Capital». En junio de 2012, la revista National Geographic lo destacó como el «quinto mejor mercado del mundo».

## Historia

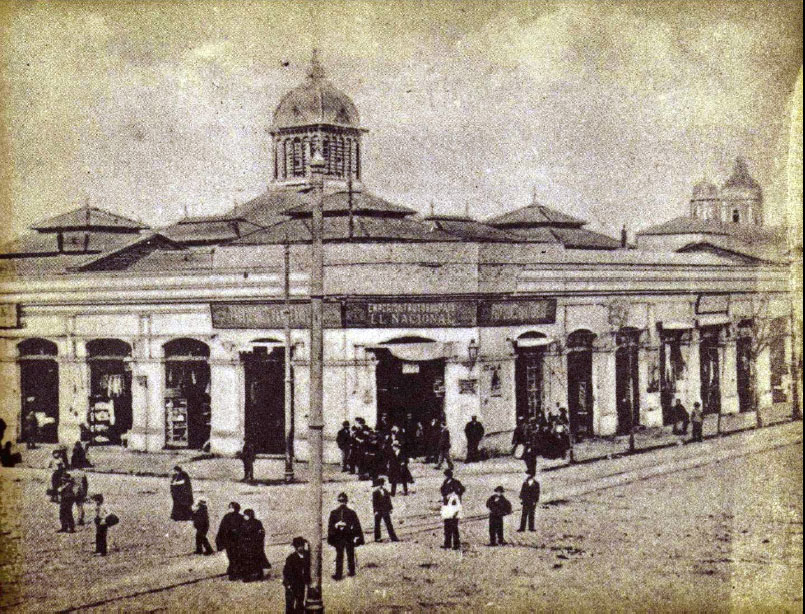
Mercado Central, 1910.

Las obras de construcción del Mercado Central de Santiago —que vino a reemplazar a la antigua plaza de Abastos, destruida por un incendio en 1864— se iniciaron en 1869. El diseño elegido para el edificio, llevado a cabo por Edward Woods y Charles Henry Driver, fue una planta cuadrada definida por una estructura central de fierro. Fundida en Glasgow (Escocia) por la compañía de ingeniería Messrs Laidlaw & Sons, cubría una plaza interior dejada por el perímetro de una estructura de albañilería en ladrillo de arcilla cocida, cuyo diseño fue obra del urbanista Manuel Aldunate y Avaria.
La construcción del edificio estuvo a cargo del arquitecto Fermín Vivaceta. Las obras, realizadas por el contratista Juan Estephani, finalizaron el 23 de agosto de 1872. Su inauguración tuvo lugar durante la Exposición Nacional de Artes e Industrias, organizada por el intendente de Santiago Benjamín Vicuña Mackenna, bajo la presidencia de Federico Errázuriz Zañartu.
Desde que fue inaugurado, el edificio ha sido modificado en varias ocasiones. En 1884, se construyó un segundo anillo perimetral en albañilería de ladrillo. En 1900, el edificio se equipó de luz eléctrica y se le incorporaron puestos informales. Entre 1927 y 1930, se demolió el frente Norte debido a la ampliación de la calle Ismael Valdés Vergara. En 1983, se efectuó la restauración del edificio, a cargo de la Municipalidad de Santiago, incorporándose los volúmenes de administración por calle San Pablo.

## Descripción
El edificio cuenta con dos pisos y posee 241 locales —restaurantes, botillerías, carnicerías, hierberías, panaderías, pescaderías, queserías, tiendas de abarrotes y de artesanía— que son visitados por turistas, tanto extranjeros como nacionales. Cerca de 800 personas trabajan en él.
En la actualidad, el Mercado Central de Santiago es un lugar reconocido por su gastronomía, que ha conservado tradicionales recetas criollas —entre sus especialidades se cuentan platos típicos como el mariscal, la paila marina y el pescado frito—, formando parte del patrimonio culinario chileno.

## Galería
|  |
|  |

|  |
|  |

|  |
|  |

|  |
|  |

## En la cultura
- En 2001 fue estrenada la telenovela Amores de mercado por Televisión Nacional de Chile, cuyo eje central fue rodado y ambientado en este mercado.
- En 2024 se realiza una nueva teleserie de Mega titulada Nuevo amores de mercado, remake de la exitosa teleserie de Televisión Nacional de Chile, Amores de mercado (2001).